# Mexicerberus troglodytes
Mexicerberus troglodytes là một loài chân đều trong họ Microcerberidae. Loài này được Schultz miêu tả khoa học năm 1974.